# Badminton 1909
Höhepunkte des Badmintonjahres 1909 waren die All England, die Irish Open, die Scottish Open und die French Open.
==Internationale Veranstaltungen ==
| Veranstaltung | Herreneinzel       | Dameneinzel            | Herrendoppel                          | Damendoppel                       | Mixed                                             |
| ------------- | ------------------ | ---------------------- | ------------------------------------- | --------------------------------- | ------------------------------------------------- |
| All England   | Frank Chesterton   | Meriel Lucas           | Frank Chesterton Albert Davis Prebble | G. L. Murray Meriel Lucas         | Albert Davis Prebble Penelope Dora Harvey Boothby |
| French Open   | Frank Chesterton   | Lavinia Clara Radeglia | George Alan Thomas Guy Sautter        | Margaret Larminie Mary K. Bateman | George Alan Thomas Mary K. Bateman                |
| Irish Open    | Arthur Cave        | -                      | Frank Chesterton George Alan Thomas   | Hazel Hogarth Mary K. Bateman     | George Alan Thomas Hazel Hogarth                  |
| Scottish Open | George Alan Thomas | -                      | George Alan Thomas Hugh Comyn         | Meriel Lucas G. L. Murray         | George Alan Thomas G. L. Murray                   |

## Terminkalender
| Veranstaltung                        | Ort     | Datum                   |
| ------------------------------------ | ------- | ----------------------- |
| Scottish Open & Closed Championships | Glasgow | Januar 1909             |
| All England                          | London  | 3. bis zum 6. März 1909 |
| French Open                          | Dieppe  | Dezember 1909           |
| Hampshire Championships              |         | 1909                    |
| Irish Open                           |         | 1909                    |
| London League                        |         | 1909                    |
| Middlesex Championships              |         | 1909                    |
| North London Championships           |         | 1909                    |
| Northern Championships               |         | 1909                    |
| South of England Championships       |         | 1909                    |
| Surrey Championships                 |         | 1909                    |
| West Hants Championships             |         | 1909                    |